# My Babe
My Babe ist ein Bluessong, den Willie Dixon für Little Walter geschrieben hat. Die Single wurde 1955 auf dem Chess-Sublabel Checker Records veröffentlicht und ist der einzige Nummer-eins-Hit in den US-amerikanischen R&B-Charts, den Willie Dixon je geschrieben hat. Auf der B-Seite befindet sich das Instrumentalstück Thunderbird; die Veröffentlichung folgt damit dem Erfolgsrezept von Juke, einen Instrumental- und einen gesungenen Song gemeinsam auf einer Single herauszubringen.

## Allgemeines
Das Stück beruht auf dem traditionellen Gospelsong This Train (Is Bound for Glory), den Sister Rosetta Tharpe als This Train 1939 zu einem Hit machte. Dixon wandelte diesen Titel von einem religiösen in einen säkularen Song um, indem er den Zug der Heiligen in den Himmel in ein Stück über ein Mädchen ändert, das die Mogeleien ihres Mannes nicht ausstehen kann (My baby, she don’t stand no cheating, my babe, she don’t stand none of that midnight creeping). Pionierarbeit in der Umwandlung von Gospel in säkulare Songs leistete Ray Charles, indem er aus dem Gospel Jesus Is All the World to Me  seinen Hit I Got a Woman machte. Dieses Stück erreichte kurz vor My Babe die Charts.

## Charts
My Babe war 19 Wochen, vom 25. März 1955 an, in den Billboard-R&B-Charts, davon neun Wochen an der ersten Stelle. Damit war der Titel einer der erfolgreichsten des Jahres 1955. 1961 wurde der Song mit einer weiblichen Backgroundsängerin neu aufgelegt und kam kurz in die Pop-Charts.

## Auszeichnungen
2008 wurde der Song in die Blues Hall of Fame der Blues Foundation aufgenommen.

## Coverversionen
Coverversionen des Stücks gibt es von so unterschiedlichen Künstlern wie Elvis Presley, Dale Hawkins, Chuck Berry, Bo Diddley, Narvel Felts, Sonny Burgess, Cliff Richard, Mickey Gilley, Ricky Nelson, Peter & Gordon, Ronnie Milsap, Conway Twitty, Ramsey Lewis, Grant Green, Mississippi Fred McDowell, Coleman Hawkins, Gene Ammons, The Animals, The Steve Miller Band, Lou Rawls, Ike & Tina Turner, Luther Allison, Big Walter Horton und vielen anderen mehr.